# Theridion genistae
Theridion genistae là một loài nhện trong họ Theridiidae.
Loài này thuộc chi Theridion. Theridion genistae được Eugène Simon miêu tả năm 1873.